# Tectaria nicaraguensis
Tectaria nicaraguensis är en ormbunkeart som först beskrevs av Eugène Pierre Nicolas Fournier, och fick sitt nu gällande namn av Carl Frederik Albert Christensen. Tectaria nicaraguensis ingår i släktet Tectaria och familjen Tectariaceae. Inga underarter finns listade.